# Rolandshorst

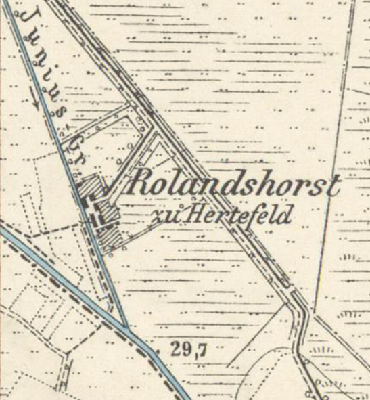
Rolandshorst (um 1900)

Rolandshorst ist ein wüst gefallener Ort nahe Hertefeld im heutigen Ortsteil Bergerdamm der Stadt Nauen im brandenburgischen Landkreis Havelland, der aus einem dort um 1800 angelegten Schleusenwärterhaus hervorging.

## Lage
Rolandshorst lag rund einen Kilometer südöstlich von Hertefeld, etwas abseits der heutigen Kreisstraße 6309 an einer Stelle, wo der an dieser Stelle heute nicht mehr existente Juniusgraben – ein künstlich angelegter Kanal – in den Großen Havelländischen Hauptkanal mündete (Position: 52° 39′ 5,4″ N, 12° 50′ 5″ O). Es liegt die Vermutung nahe, dass sich dort eine Schleuse befand.

## Geschichte

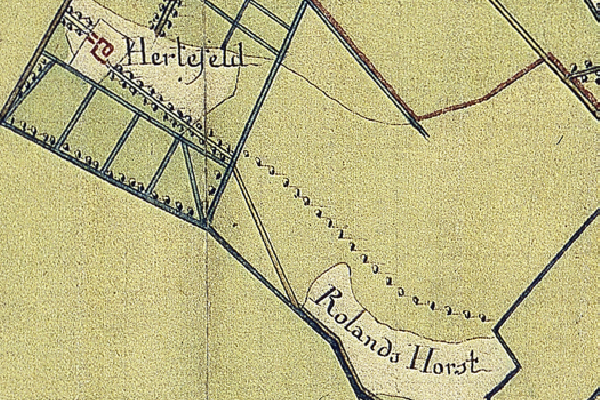
Flurname Rolands Horst, verzeichnet im Schmettauschen Kartenwerk (1767 bis 1787)

Der Name Rolandshorst leitet sich vom bereits vorher existierenden Flurnamen Rolandshorst ab, der spätestens in der ersten Hälfte des 18. Jahrhunderts entstanden sein muss. Er ist bereits als Rolands Horst im Schmettauschen Kartenwerk, das von 1767 bis 1787 erstellt wurde, an ähnlicher Stelle verzeichnet. Aus einem das Flurstück betreffenden Pachtvertrag aus der Zeit um 1720 geht der frühere Name Ruhlandshorst hervor. 
In einem statistischen Werk des Völkerkundlers Friedrich Wilhelm August Bratring von 1805 heißt es, es handelt sich um das einzelne Haus eines Grabenwärters. Rolandshorst sei zu diesem Zeitpunkt bereits dem Dorf Hertefeld im Amt Königshorst zugehörig gewesen. Abweichend davon wird erst mit Wirkung vom 26. Januar 1859 im Amtsblatt des zuständigen Regierungsbezirks Potsdam vermeldet: „Das im Osthavelländischen Kreise gelegene Etablissement Rolandshorst ist dem Gemeindeverbande von Hertefeld einverleibt worden.“
1859 sind ein Wohnhaus – das Schleusenwärterhaus – sowie zwei weitere Gebäude verzeichnet. Vier Personen waren zu dieser Zeit dort ansässig.
Seit 1957 war Rolandshorst ein Wohnplatz der Gemeinde Bergerdamm. Die Gebäude der Ansiedlung sind heute abgebrochen. Wann genau die Ansiedlung wüst gefallen ist, ist nicht bekannt.

## Belege
1. ↑  Friedrich Wilhelm August Bratring: Statistisch-topographische Beschreibung der gesammten Mark Brandenburg. Band 2: Die Mittelmark und Ukermark enthaltend, Berlin 1805, S. 122
2. ↑  Amtsblatt der königlichen Regierung zu Potsdam und der Stadt Berlin Jahrgang 1859, S. 36
3. ↑  Ernst Fidicin: Die Territorien der Mark Brandenburg oder Geschichte der einzelnen Kreise als Fortsetzung des Landbuchs Kaiser Karls IV. Band III., Berlin 1860, Nachdruck: De Gruyter, Berlin 1974, ISBN 3-11-003420-4, S. XIX
4. ↑  Lieselott Enders: Historisches Ortslexikon für Brandenburg, Teil III, Havelland, ISBN 9783883723037, S. 327

Koordinaten: 52° 39′ 5,4″ N, 12° 50′ 5″ O